# Kraljevi Alcázar, Madrid
Kraljevi Alcázar v Madridu (špansko: Real Alcázar de Madrid) je bila trdnjava na mestu današnje kraljeve palače v Madridu v Španiji. Struktura je bila originalno zgrajena v drugi polovici 9. stoletja, nato pa se je skozi stoletja širila in širila, zlasti po letu 1560. V tem času je bila trdnjava preurejena v kraljevo palačo, Madrid pa je postal glavno mesto španskega imperija. Kljub temu da je bila palača, je velika stavba ohranila prvotni naslov Alcázar (špansko za 'trdnjava').
Prvo razširitev stavbe je naročil kralj Karel I. (Karel V., sveti rimski cesar) in jo dokončal leta 1537. Zunanjost je leta 1636 po naročilu kralja Filipa IV. zgradil arhitekt Juan Gómez de Mora.
Tako znana po svojih umetniških zakladih kot po svoji nenavadni arhitekturi je bila rezidenca španske kraljeve družine in dvorni dom, vse do požara v času kralja Filipa V. (prvega kralja iz rodbine Bourbonov), na predvečer božiča 1734. Izgubljenih je bilo veliko umetniških zakladov, vključno z več kot 500 slikami. Rešena so bila nekatera dela, med njimi  Velázquezova Las meninas.

## Zgodovina

### Izvor
Obstaja veliko dokumentacije (številna besedila, gravure, načrti, slike in modeli) o postavitvi in zunanjosti stavbe med letoma 1530 in 1734, ko je bila uničena v požaru. Vendar pa so slike notranjosti stavbe in sklicevanja na njeno zgodovino redke.
Prvo risbo Alcázarja je naredil Cornelius Vermeyen leta 1534 , tri desetletja preden je bil Madrid določen za glavno mesto Španije. Risba prikazuje grad, razdeljen na dva glavna dela, ki lahko vsaj delno ustreza strukturi muslimanske trdnjave, na kateri je zgrajen.
To prvotno trdnjavo je postavil arabski emir Mohamed I. Córdobski (852–886) med letoma 860 in 880.  Stavba je bila osrednje jedro islamske trdnjave Mayrit, obzidane četrti velikosti približno 4 ha, ki vključuje ne le grad, temveč tudi mošejo in dom guvernerja (ali emirja).
Njegova strma lega je bila blizu prizorišča kraljeve palače in je imela velik strateški pomen, ker je omogočala nadzor nad reko Manzanares. To je bil ključni dejavnik obrambe Toleda pred pogostimi vdori kristjanov v Al Andaluz. Grad je bil verjetno nadaljevanje drugih vojaških gradenj na istem mestu - predvsem kot opazovalna točka, kasneje pa kot majhna utrdba.
Njegova enklava v strmem terenu je morala biti nekje blizu Altos de Rebeque. Trenutno ni dokazov, ker je služil kot kamnolom za nove krščanske zgradbe. Njegova lokacija je imela veliko strateško vrednost, saj je omogočala nadzor rečne poti Manzanares.
Po osvojitvi Madrida izpod muslimanov leta 1083, je Alfonz VI. potreboval večjo trdnjavo, da bi lahko sprejel člane dvora. Nova trdnjava je bila zgrajena severno od prvega obzidanega ograjenega prostora. To pomeni, da islamska trdnjava ni bila nikoli pod kraljevo palačo. Nekaj napačnih zgodb o tej nepravilni postavitvi je bilo kopiranih in povzročilo napačno teorijo o lokaciji stare trdnjave.
Sčasoma so stari grad razširili in ohranili prvotno zgradbo. To je razvidno iz gravur in slik 17. stoletja, na katerih je na zahodnem pročelju (s pogledom na reko Manzanares) mogoče videti polkrožne kupole - ki se ne ujemajo s splošno zasnovo stavbe.

### Rodbina Trastámara
Rodbina Trastamara je Alcázar spremenila v začasno prebivališče, do konca 15. stoletja pa je bila ena glavnih trdnjav v Kastiliji, pa tudi sedež kraljevega dvora. V skladu s svojo novo funkcijo je grad v svoje ime vključil besedo kraljevi, kar kaže na njegovo izključno uporabo s strani Kastiljske monarhije.
Kastiljski kralj Henrik III. je spodbudil gradnjo različnih stolpov, ki so spremenili videz stavbe in ji dali bolj palačni občutek. Njegov sin Janez II. je zgradil kraljevo kapelo in ji dodal novo sobo, znano kot Sala Rica (Soba bogastva), zaradi razkošne dekoracije. Ta dva nova elementa naj bi poleg vzhodne fasade povečala površino starega gradu za približno 20 odstotkov.
Henrik IV. Kastiljski je bil eden izmed kraljev, ki je preživel največ časa v Alcázarju. Tam je živel dlje časa in ena od njegovih hčera Joanna la Beltraneja se je 28. februarja 1462 tam rodila. Leta 1476 so bili privrženci Juana la Beltraneja v stavbi oblegani zaradi sporov s kraljico Izabelo I. zaradi kastiljskega prestola. Območje je med obleganjem utrpelo veliko škodo.

### Karel V.
Kraljevi Alcázar v Madridu je med uporom Comunerosov, ki se je zgodil od leta 1520 do 1522, v času vladavine Karla I. ponovno utrpel resno škodo. Karl I. se je odločil, da ga bo podaljšal; ta prizidek velja za prvo pomembno gradbeno delo v zgodovini Alcázarja. Preoblikovanje je bilo verjetno izvedeno skupaj s kraljevo željo, da bi ustanovil dvor v mestu Madrid, kar pa se ni zgodilo do vladavine Filipa II. Različni zgodovinarji trdijo, da je španski zgodovinar Luis Cabrera de Córdoba (16. stoletje) v naekem dokumentu omenjal Karla:
»Katoliški kralj Filip II. je menil, da je mesto Toledo neprimerno, spoštoval željo svojega očeta, cesarja Karla V., da bi imel v Madridu dvor in v Madridu ustanovil svoj kraljevi sedež in vlado svoje monarhije.«
S te perspektive je mogoče razumeti prizadevanja Karla V., da mestu zagotovi kraljevo rezidenco - prednost sodobne države - ali vsaj tistega, česar je bil vajen pred prihodom v Kastilijo. Namesto da bi rušil neprijeten in staromoden srednjeveški grad (odločitev, ki se je zdela preveč radikalna), se je cesar odločil, da ga bo uporabil kot podlago za gradnjo palače. Nova gradnja je nosila ime prvotne trdnjave, Kraljevi Alcázar Madrida, čeprav je svojo vojaško funkcijo izgubil stoletja prej.
Gradnja se je začela leta 1537 pod vodstvom arhitektov Luisa de Vege in Alonsa de Covarrubiasa, ki sta obnovila stare stavbe okoli Kraljevega dvorišča (Patio del Rey) v srednjeveškem gradu. Najbolj dragocen prispevek pa je bila gradnja novo zasnovanih kraljičinih sob, razprostranjenih okoli kraljičinega dvorišča (Patio de la Reina). Tako imenovani stolp Karla V. je bil zgrajen v enem od vogalov severnih fasad, ki zdaj gleda na vrtove Sabatini. Menijo, da so ti novi dodatki podvojili prvotni tloris stavbe.
V projektu so prevladovale nedvoumne renesančne značilnosti, vidne na glavnem stopnišču ter na kraljevem in kraljičinem dvorišču; okrašena z oboki in podprta s stebri, ki omogočajo svetlobi v stavbo. Prizidek Karla V. je bil prvo pomembno delo v Alcázarju, sledile pa so še številne prenove in preoblikovanja, ki so se izvajala skoraj neprekinjeno do uničenja stavbe v 18. stoletju.

### Filip II.
Filip II. je kot princ izkazal veliko zanimanje za očetova dela, cesarja Karla V., in kot kralj, ki ga je nasledil. Zgradbo je preoblikoval v palačo, zlasti od leta 1561, ko se je odločil, da bo dvor prenesel v Madrid.
Monarh je naročil prenovo svojih sob in drugih prostorov ter se posebej potrudil za njihovo dekoracijo, pri čemer so uporabili krojače, steklarje, tesarje, slikarje, kiparje in druge obrtnike in umetnike. Veliko teh obrtnikov je prihajalo iz Nizozemskih dežel, Italije in Francije. Dela, ki so trajala od 1561 do 1598, je sprva vodil Gaspar de la Vega.
Za Zlati stolp (la Torre Dorada), katerega gradnja je bila najpomembnejše delo Alcázarja pod kraljem Filipom II., je zaslužen arhitekt Juan Bautista de Toledo. Ta prostrani stolp je prevladoval na jugozahodnem robu Alcázarja in je bil okronan s skrilavcem. Zasnova stolpa je spominjala na vogalne stolpe samostana El Escorial, ki je bil hkrati v gradnji v Sierri de Guadarrama.
V času vladavine Filipa II. se je kraljevi Alcázar v Madridu popolnoma spremenil v kraljevo palačo. Notranji del med dvema prvotnima stolpoma južne fasade je dobil slovesno funkcijo, medtem ko je bilo severno krilo uporabljeno kot servisno območje.
Zahodno območje je bilo rezervirano za kraljeve prostore, na vzhodni strani so bili kraljičini prostori. Območji sta bili ločeni z dvema velikima dvoriščema, v skladu s strukturo, ki jo je v času vladavine Karla zasnoval Alonso de Covarrubias. Ta razporeditev površin za različne namene se je ohranila do požara leta 1734.
Gradnja kraljeve orožarne, porušene leta 1894, je bila tudi delo Filipa II. Stala je na lokaciji, kjer je danes kripta katedrale Almudena in je bila del kompleksa kraljevih hlevov, ki so pripadali Alcázarju.

### Filip III., Filip IV. in Karel II.
Kljub izboljšavam, ki jih je na stavbi naredil Filip II., je imel kraljevi Alcázar ob koncu svojega obstoja neskladen videz. Njegova glavna fasada na jugu je vključevala srednjeveške elemente, ki se niso ujemali s spremembami monarha. Spopad slogov je bil zelo opazen pri Zlatem stolpu (ki ga je vključil kralj) in dveh prostranih stolpov muslimanskega gradu, katerih kockasta postavitev (brez odprtin) je odvzela svetlobo razvoju.
Ob prevzemu prestola se je Filip III., sin Filipa II., loti južne fasade, ki bo njegov glavni projekt. Delo, zaupano arhitektu Franciscu de Morau, je bilo mešanje južne fasade z arhitekturnimi značilnostmi Zlatega stolpa. Arhitekt je bil odgovoren tudi za prenovo kraljičinih sob.
Dela na fasadi je sčasoma dokončal Juan Gómez de Mora, njegov nečak, ki je v stričevo zasnovo uvedel pomembne novosti, ki so ustrezale običajnemu baročnemu slogu tistega časa. Nova zasnova je bila izvedena leta 1610, končana pa je bila leta 1636 med vladavino Filipa IV. Fasada je preživela do požara leta 1734, zaključena je bila tudi obloga zunanjega trga.
Razvoj je pridobil svetlost in ravnovesje zahvaljujoč vrsti oken in stebrov dveh simetričnih stolpov. Poleg omenjene južne fasade so bile predelane še preostale fasade, razen zahodne, ki je ostala del starega srednjeveškega gradu.
Filip IV. je stavbi kljub svoji brezbrižnosti do nje dal bolj skladen videz. Monarh ni hotel živeti v Alcázarju in je naročil gradnjo druge palače, palače Buen Retiro, ki danes prav tako ne obstaja več. Vzhodno od mesta so bile postavljene stene na terenu, ki je danes park Retiro.
Projekt, ki ga je začel Filip III., končal pa Filip IV., se je nadaljeval v času vladavine Karla II., v obliki manjših sprememb in popravkov. Kraljičin stolp, ki se nahaja na jugovzhodni strani, je bil pokrit s skrilavcem, v skladu z zasnovo Zlatega stolpa na drugi strani, zgrajenega v času vladavine Filipa II. Tudi plaza, zgrajena ob vznožju južne fasade, je vključevala različne prostore in galerije.

### Filip V.
Filip V. je bil 24. novembra 1700 razglašen za španskega kralja na slovesnosti, ki so jo izvedli na južnem trgu palače - na prostoru je zdaj Orožarski trg. Kraljevi Alcázar v Madridu, stroga zgradba, ki naj bi bila kraljeva rezidenca, je bil v popolnem nasprotju s francoskim okusom, ki je obdajal njegovo življenje od njegovega rojstva v Versaillesu leta 1683 do njegovega prihoda v Španijo leta 1700. Zato je svoje prenove osredotočil predvsem na notranjost palače.
Glavne sobe so bile preurejene v slogu francoskih palač. Za delo je bila zadolžena kraljica Maria Luisa Savojska, ki ji je pomagala njena spletična, Marie Anne de La Trémoille, princesse des Ursins.
Za prenovo notranjosti Alcázarja je bil najprej odgovoren arhitekt Teodoro Ardemans, ki ga je pozneje zamenjal René Carlier.

### Požar 1734
24. decembra 1734, ko se je dvor preselil v palačo El Pardo, je v kraljevem Alcázarju v Madridu izbruhnil divji požar. Ogenj, ki naj bi se zanetil v sobi dvornega umetnika Jeana Ranca, se je hitro in nenadzorovano razširil. Besnel je štiri dni in je bil tako močan, da je vročina stopila nekatere srebrne predmete, druge kovinske predmete, dragocene kamne pa je bilo treba zavreči.
Po navedbah markiza Torrecillasa Félixa de Salaberta je prvi alarm približno 15 minut čez polnoč sprožil eden od dežurnih stražarjev. Praznična narava dneva je pomenila, da je bilo opozorilo najprej prezrto, saj so bili ljudje na poti na jutranje (nočne molitve). Prvi, ki so poskušali pomagati (tako pri gašenju požara kot pri reševanju ljudi in dragocenosti), so bili menihi iz občine San Gil.
Sprva so bila vrata Alcázarja v strahu pred ropanjem zaprta. To je pomenilo, da so imeli ljudje malo časa za evakuacijo. Ogromen napor je bil rešiti verske predmete, shranjene v kraljevi kapeli, pa tudi denar in dragulje kraljeve družine (skrinja, polna kovancev, je bila vržena čez okno). V zbirki draguljev sta bila biser La Peregrina in diamant El Estanque.
Reševanje več slik v drugem nadstropju Alcázarja je bilo opuščeno zaradi težav z velikostjo in lege na različnih višinah in v različnih prostorih. Nekatere slike so bile pritrjene na stene, zato se je veliko slik, ki so jih hranili v stavbi (vključno z La Expulsión de los moriscos slikarja Velázqueza), izgubilo. Druge, kot je Las Meninas (tudi Velásquezova), so rešili tako, da so jih odstranili iz okvirjev in vrgli skozi  okno. Na srečo so del umetniške zbirke pred tem preselili v palačo Buen Retiro, da bi jih med gradbenimi deli v Royal Alcázar zaščitili, kar jih je rešilo pred uničenjem.
Po gašenju požara so stavbo porušili. Stene, ki so ostale, so bile zaradi obsega škode porušene. Leta 1738, štiri leta po požaru, je Filip V. naročil gradnjo sedanje kraljeve palače v Madridu, ki je trajala tri desetletja. Nova stavba je bila prvič uporabljena kot prebivališče leta 1764 pod Karlom III.

## Lastnosti
Kljub prizadevanjem, da bi stavbi dali bolj harmonično zasnovo, spremembe, dozidave in prenove, ki so se izvajale skozi stoletja, tega cilja niso dosegle. Francoski in italijanski obiskovalci so kritizirali nepravilne fasade in ocenili, da je notranjost stavbe podobna labirintu. Številne zasebne sobe so bile temne in niso imele oken za prezračevanje, kar je bilo v vročem madridskem podnebju nekaj zelo iskanega.
Glavno področje asimetrije je bilo zahodno pročelje, ki je bilo na robu grape doline reke Manzanares najmanj vidno iz urbanega območja Madrida. Vendar pa je bil to hkrati prvi pogled, ki so ga videli obiskovalci, ki so v mesto prišli z mostu Segovia.
Prav ta fasada je bila najmanj preoblikovana in je posledično ohranila najbolj srednjeveški značaj stavbe. Bil je v celoti kamnit, s štirimi stolpiči, čeprav je bilo zgrajenih več oken, večjih od tistih v stari trdnjavi. Štiri kupole so bile zaključene s stožčastimi skrilavci, podobnimi tistim na Alcázarju v Segoviji, kar je zmanjšalo vojaški občutek stavbe.
Preostale fasade so bile zgrajene iz rdeče opeke in granita (iz Toleda), kar je dalo stavbi značilno barvo madridske tradicionalne arhitekture. Teh materialov je bilo veliko na vplivnem območju mesta, saj je gline na bregovih Manzanares in granita v bližnji Sierri de Guadarrama dovolj.
Glavni vhod je bil na južni fasadi, kar se je izkazalo za posebno težavo pri prenovi stavbe, ker sta v njej prevladovala dva velika kvadratna prostora, zgrajena v srednjem veku. Oba sta prekinila vzdolžno črto fasade, ki je povezovala Zlati stolp (zgrajen v času vladavine Filipa II.) s Kraljičinim stolpom (zgrajen med prenovo pod Filipom III. in Filipom IV.).
Z zasnovo Juana Gómeza de Mora so bili stolpi skriti, kar je dalo več ravnovesja stavbi kot celoti. To je razvidno iz risbe Filippa Pallote iz leta 1704. Ta arhitekt je integriral tudi videz Zlatega stolpa in Kraljičinega stolpa tako, da je Kraljičinemu stolpu dodal piramidasti zvonik, enak tistemu pri Zlatem stolpu.
Kraljevi Alcázar v Madridu je temeljil na pravokotnem tlorisu. Njegova notranjost, razdeljena na dve veliki dvorišči, je bila organizirana asimetrično. Kraljevo dvorišče, ki se nahaja v zahodnem delu srednjeveškega gradu, je bilo na nasprotni strani manjše od kraljičinega dvorišča. To dvorišče je delilo prostore, zgrajene v času vladavine Karla I. Kraljeva kapela je bila postavljena med dvorišči po ukazu kralja Janeza II. iz rodbine Trastámara. Dvorišča so bila dolga leta odprta za javnost, tam so potekale tržnice, kjer so prodajali raznovrstno blago.

## Umetniška galerija kraljevi Alcázar
Kraljevi Alcázar je imel ogromno umetniško zbirko; ocenjuje se, da je bilo v času požara blizu 2000 slik (tako izvirnikov kot reprodukcij), od katerih je bilo približno 500 izgubljenih. Približno 1000 slik, ki so jih rešili, so po dogodku hranili v več stavbah, med njimi v samostanu San Gil, kraljevi orožarni in domovih nadškofa Toleda in markiza Bedmarja. Velik del umetniške zbirke je bil že preseljen v palačo Buen Retiro med gradbenimi deli na Alcázarju, ki so jih tako rešili pred ognjem.
Eno večjih izgubljenih del je bilo La Expulsión de los moriscos, Diega Velázqueza. Ta slika je leta 1627 zmagala na natečaju. To je bil odločilen korak v njegovi karieri, ki mu je omogočil prvo potovanje v Italijo. Naslikal je tudi konjeniški portret kralja, pa tudi tri od štirih slik iz mitološke serije (Apolon, Adonis in Venera ter Psiha in Kupid), od katerih je bila rešena le ena, Merkur in Argos.
Številna dela, izgubljena v požaru, je naslikal Peter Paul Rubens. Med njimi je bil tudi Konjeniški portret Filipa IV., ki ga je kralj posebej naročil, in je bil ponos Zrcalne sobe (Salón de los Espejos), nasproti znamenitega Tizianovega portreta Karel V. v Mühlbergu.
V galeriji Uffizi v Firencah je dobra reprodukcija Rubensovega portreta. V ognju se je izgubila tudi druga Rubensova slika El rapto de las Sabinas in dvajset umetniških del, ki so krasili stene Osmerokotne sobe (Pieza Ochavada).
Med uničenimi Tizianovimi deli je bila serija Dvanajst cezarjev, ki so jo hranili v Veliki sobi (Salón Grande), danes znani po svojih reprodukcijah in vrsti gravur Aegidiusa Sadelerja II. Izgubljeni sta bili tudi dve od štirih serij Furias, ki sta bili v Zrcalni sobi (drugi dve sta zdaj v Muzeju Prado v Madridu). Pa tudi dela neprecenljive zbirke del umetnikov, kot so (po zapisih) Tintoretto, Paolo Veronese, Jusepe de Ribera, Hieronymus Bosch, Pieter Bruegel starejši, Alonso Sánchez Coello, Anthony van Dyck, El Greco, Annibale Carracci, Leonardo da Vinci, Guido Reni, Rafael, Jacopo Bassano, Correggio in mnogi drugi.
Med ostalimi skulpturami so bronasti levi Medičejcev iz Sobe ogledal, od katerih so štirje danes v prestolnici v sedanji kraljeve palači v Madridu, preostalih osem pa v muzeju Prado.

## Nadaljnji razvoj
Dogajanje v zgodovini kraljevega Alcázarja v Madridu ni vplivalo samo na samo stavbo, temveč tudi na okolico, z vrsto dogodkov znotraj nje. Kraljeve konjušnice so bile zgrajene južno od Alcázarja in so vključevale prostore kraljeve orožarne. Severno in zahodno od Alcázarja je ležala plaza Picadero in vrtovi (ali sadovnjak) samostana, ki so palačo povezovali s kraljevim Samostanom Inkarnacije (Real Monasterio de la Encarnación). Na vzhodu je bila zgrajena hišna zakladnica

### Hišna zakladnica
To ime je dobil gradbeni kompleks, zasnovan za različne storitve, ki je vključeval dve glavni lokaciji: pisarne in nove kuhinje.
Delo, ki se je začelo leta 1568 v času vladavine Filipa II., je bilo prvotno zasnovano kot samostojna stavba, vendar je stavba postala dodatek k Alcázarju, da je omogočila neposredno komunikacijo med njima.
V 17. stoletju je bil zgrajen prehod, ki je povezal hišno zakladnico s kraljevim Samostanom inkarnacije, tako da so kralji lahko dostopali do samostana neposredno iz palače.
Hišna zakladnica je na pobudo kralja Filipa V. postala dom kraljevske knjižnice (kasneje Narodne knjižnice). Kompleks, ki je preživel požar leta 1734, je bil ukazan po naročilu kralja Jožefa I., ki je nameraval ustvariti velik trg ob vzhodnem pročelju kraljeve palače v Madridu.
Kleti, tla in druge stene stavbe je v 20. stoletju med prenovo Vzhodnega trga leta 1996 odkril župan José María Álvarez del Manzano. Kljub zgodovinskemu pomenu so bili ostanki uničeni.

### Hlevi in kraljeva orožarna
Leta 1553 se je kralj Filip II. odločil, da bo na območju, ki obkroža Alcázar, ustvaril kompleks za  kraljeve hleve. Kompleks je bil zgrajen nasproti južnega trga palače, območja, kjer je danes kripta katedrale Almudena. Projekt, ki ga je vodil stavbenik Gaspar de Vega, je trajal od 1556 do 1564 s poznejšimi spremembami kompleksa.
Stavba je bila pravokotna, z dolgo osrednjo površino 80 krat 10 metrov, razdeljeno z dvema serijama stebrov (skupaj 37), ki sta podpirali obokano streho. Korita so bila na obeh straneh hodnika. Kraljevi hlevi so imeli tri glavne fasade: glavno pročelje z granitnim obokom, s pogledom na kraljevi Alcázar, drugo ob strani osrednjega hodnika in zadnjo, odprto za palačo, obrnjeno proti jugu. Ta zadnja stran je bila znana kot Orožarski slavolok.
Leta 1563 je kralj ukazal namestitev kraljeve orožarne na zgornji ravni. Do zdaj je bila orožarna v mestu Valladolid. To je pomenilo spremembo prvotne zasnove, v skladu s katero je bil zgornji nivo rezerviran za prostore konjušnic. Leta 1567 so bile dodane poševne skrilaste strehe in kompleks je bil dokončno zgrajen do treh nadstropij. Stavba je bila porušena leta 1894, da je bila omogočena gradnja neoromanske kripte katedrale Almudena

### Vrtovi
Vrtovi (ali sadovnjaki) samostana so bili rezultat preoblikovanja zemljišč severno in zahodno od kraljevega Alcázarja na začetku 17. stoletja. To je bil rezultat ustanovitve kraljevega Samostana inkarnacije leta 1611.
Vrtove je upravljal samostan in so se nahajali na mestu, kjer je danes mogoče najti vrtove Cabo Noval, znotraj Vzhodnega trga (Plaza de Oriente).
V letih 1809 in 1810 je kralj Jožef I. ukazal zaseg in uničenje sadovnjaka ter rušenje zgradb v okolici. Njegov cilj je bil ustvariti monumentalen trg vzhodno od kraljeve palače, vendar se ta projekt ni uresničil do vladavine Izabele II., ko je bila postavitev Vzhodnega trga končno dokončana.